# Sausses
Sausses ist eine französische Gemeinde mit 129 Einwohnern (Stand 1. Januar 2022) im Département Alpes-de-Haute-Provence in der Region Provence-Alpes-Côte d’Azur. Sie gehört zum Kanton Castellane im Arrondissement Castellane.

## Geographie
Sausses liegt rund 45 Kilometer (Luftlinie) östlich von Digne-les-Bains im Tal des Flusses Var und grenzt an Daluis, Saint-Léger, La Croix-sur-Roudoule, Entrevaux und Castellet-lès-Sausses.

## Bevölkerungsentwicklung
| Jahr      | 1962 | 1968 | 1975 | 1982 | 1990 | 1999 | 2008 | 2018 |
| --------- | ---- | ---- | ---- | ---- | ---- | ---- | ---- | ---- |
| Einwohner | 76   | 71   | 33   | 79   | 65   | 65   | 108  | 129  |